# Kominíček
Kominíček je československý animovaný televizní seriál z roku 1980 vysílaný v rámci večerníčku. Poprvé byl uveden v září téhož roku. Bylo natočeno celkem 13 epizod.

## Seznam dílů
1. Veselý vandr
2. V širém poli komín stojí
3. Kdo chce komín do nebe
4. Výslužka z loupežnického komína
5. O zapomenuté lokomotivě
6. Jak kominická štětka vyhrála
7. Jak se jeden zapomenutý komín opět naučil dýmat
8. Mrak černý jako drak
9. Jak kocourek Sazička vytrestal zloděje
10. O lechtivém komínku Paletkovi
11. O komínu trumpetistovi
12. Nezbeda v komíně
13. Zazvonil zvonec a pohádky je konec